# Пуздрач Семен Данилович
Семен Данилович Пу́здрач (нар. 1847, Двірець — пом. 1929, Двірець) — український народний оповідач, гуморист, казкар.
Народився у 1847 році у селі Двірці (тепер Житомирський район Житомирської області, Україна). Тримав пасіку. За досягнення у бджільництві був нагороджений сільськогосподарськими та науковихми організаціями кількома медалями і почесними дипломами.
У 1923—1926 етнограф Василь Григорович Кравченко записав від нього багато казок, переказів, оповідань, пісень, прислів'їв, повір'їв про тварин, явища природи тощо, а також цінних відомостей про народні вірування, звичаєве право, народну медицину, обряди і звичаї. Записані матеріали використовують українські фольклористи й етнографи.
Помер у Двірці у 1929 році.